# Hendrikus Egbertus ten Cate
Hendrikus Egbertus ten Cate (Almelo, 7 januari 1868 - Losser, 9 december 1955) was directeur van de Koninklijke Ten Cate (1895-1955) en kunstverzamelaar. 

## Levensloop
Ten Cate is een zoon van Egbert ten Cate (1838-1915) en Hermina Engberts Brouwer. Hij trouwde in 1903 met Wilhelmina Christina Catharina van Wulfften Palthe.

## Verzamelaar van kunst
Ten Cate was een van de belangrijkste Nederlandse kunstverzamelaars uit de 20ste eeuw. In de periode 1920-1940 bracht hij circa 300 schilderijen en werken op papier bijeen. Hij liet zich daarbij adviseren door Frits Lugt en Michiel Frederik Hennus. Ten Cate verzamelde vooral 17de-eeuwse werken van meesters van de Gouden Eeuw, maar voelde zich ook aangetrokken door de 19de-eeuwse meesters uit de tweede grote bloeiperiode van Hollandse kunst.  Hij leende vaak werken uit voor tentoonstellingen in binnen- en buitenland. In 1955 publiceerde Dirk Hannema een tweedelige catalogus over de Collectie ten Cate, waarin alle werken uitgebreid gecatalogiseerd en gedocumenteerd zijn. Ten Cate heeft de catalogus zelf nooit gezien, want hij verleed vlak voor de verschijning ervan. Na zijn dood werd zijn collectie verdeeld door de erfgenamen en later op verschillende veilingen verkocht. Een aantal werken werd geschonken aan musea, waaronder het Mauritshuis in Den Haag en het Rijksmuseum Twenthe in Enschede.

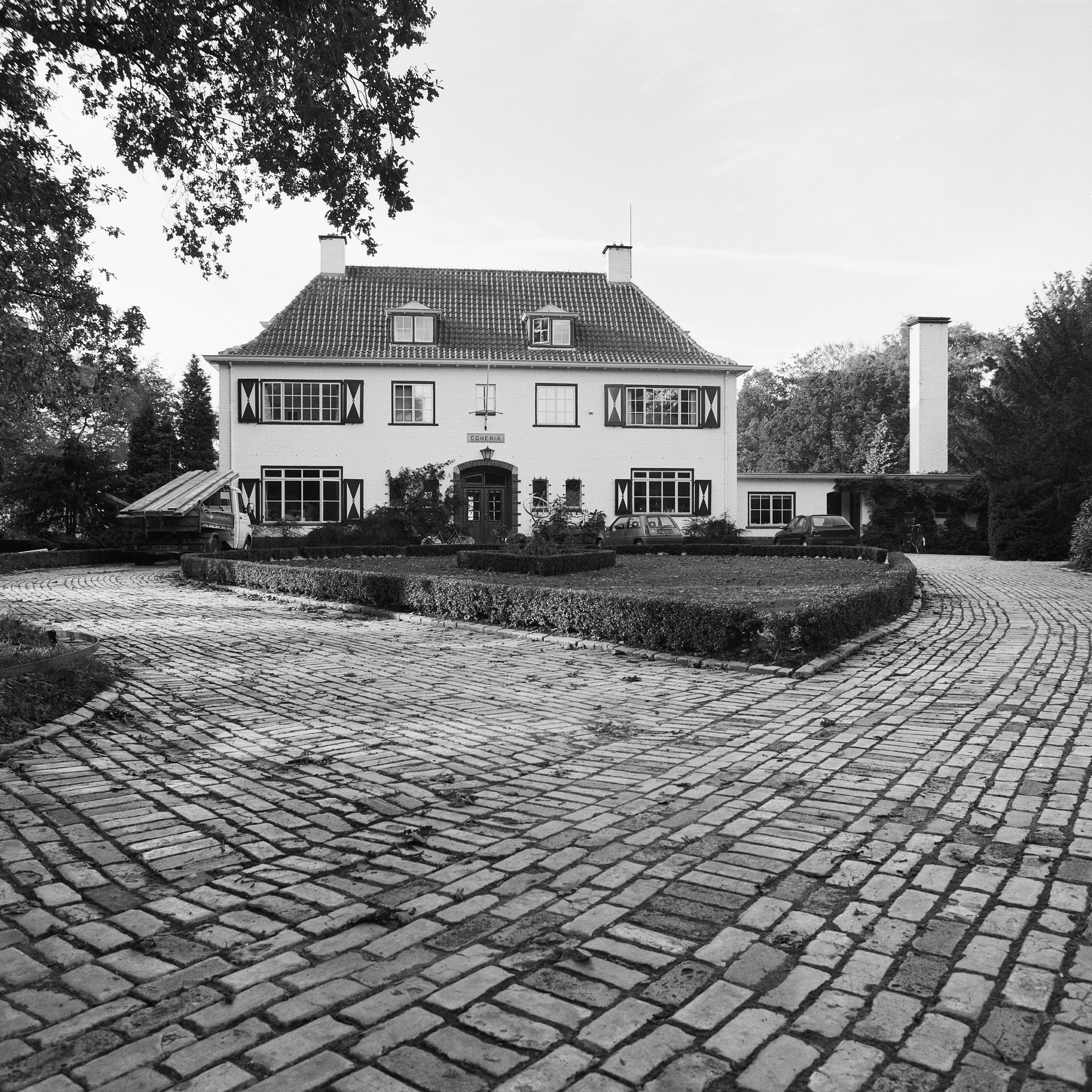
Voorgevel landhuis Egheria

## Villa Egheria
Ten Cate liet in 1908 het landhuis Egheria bouwen in De Lutte (bij Oldenzaal). ‘Egheria’ is genoemd naar de voornamen van zijn zonen Egbert, Hendrik, Richard en Arnold. Villa Egheria is ontworpen door Karel Muller. Hij ontwierp het dienstgebouw bij het begin van de oprijlaan in 1910. Leonard Springer legde in 1911 het park aan. In 1948 werd de villa herbouwd door Gerrit Feenstra en Hendrik Barend van Broekhuizen.